# Pothos kerrii
Pothos kerrii là một loài thực vật có hoa trong họ Ráy (Araceae). Loài này được Buchet ex P.C.Boyce mô tả khoa học đầu tiên năm 2000.